# ناتاليا ستريلشينكو
ناتاليا ستريشينكو (بالنرويجية البوكمول: Natalia Strelle)‏ (المعروفة أيضا باسم ناتاليا ستريل؛ 23 ديسمبر 1976 - 30 أغسطس 2015) عازفة بيانو نرويجية مشهور عالميا من أصل روسي. توفيت بعد فترة  وجيزة من العثور عليها من قبل الشرطة في منزلها في نيوتن هيث في مانشستر، إنجلترا في 30 أغسطس 2015. وأشار تشريح الجثة أنها ماتت متأثرة بإصابات في الرأس والرقبة.

## السيرة الذاتية
لعبت سترينشينكو أول حفلة موسيقية لها في سن 12 مع أوركسترا لينينغراد الفيلهارمونية وقد تلقت تعليمها في معهد سانت بطرسبرغ الحكومي والأكاديمية النرويجية للموسيقي في أوسلو. اشتغلت في الفترة من 1995 إلى 2000 كمرافقة ومدرسة في معهد سانت بطرسبرغ الموسيقي. وقد عقدت زمالة بحثية في الأكاديمية النرويجية للموسيقي من عام 2007 إلى 2010، وكانت فنانة في مقر إقامتها في كلية ليدز للموسيقى في سنة 2008. حصلت ناتاليا على شهادة الدكتوراه منالأكاديمية النرويجية للموسيقي عن أطروحتها  «ستيل بريلونت» حول تقنية البيانو من المنظور التاريخي في عام 2011 .
اشتهرت سترينشينكو كعازفة بيانو في الحفلات الموسيقية، ووصف عزفها بالمذهل وفائق الروعة، بعد أن لعبت في أماكن مرموقة مثل قاعة «ويجمور» وقاعة «كارنيغي»  للاستعراضات. كما أنها كانت المديرة الفنية في أكاديمية مينستريلز الدولية للموسيقى وكذلك أستاذة مساعدة في معهد المحافظة في بلفور في شرق فرنسا.

## الوفاة
في 30 أغسطس 2015 تم استدعاء الشرطة والإسعاف إلى منزل سترينشينكو في كولتشث لين، نيوتن هيث، مانشستر في حوالي 12:45وعلى الرغم من محاولة انقاد حياتها إلا أنها توفيت بعد وقت قصير في المستشفى. وأشار تشريح الجثة أنها ماتت متأثرة بجروح على مستوى الرأس والرقبة.
في وقت لاحق، وجهت إلى زوجها ومدير أعمالها جون مارتن، وهو عازف «كونترباص»  نرويجي، تهمه قتلها ومحاولة قتل مراهق لم يتسن تسميته لأسباب قانونية. وقد مثل مارتن أمام المحكمة في فبراير/شباط ومارس/آذار 2016. وأدين بقتل ستريلتشينكو وحكم عليه بالسجن مدى الحياة. 